# Dieci martiri (ebraismo)

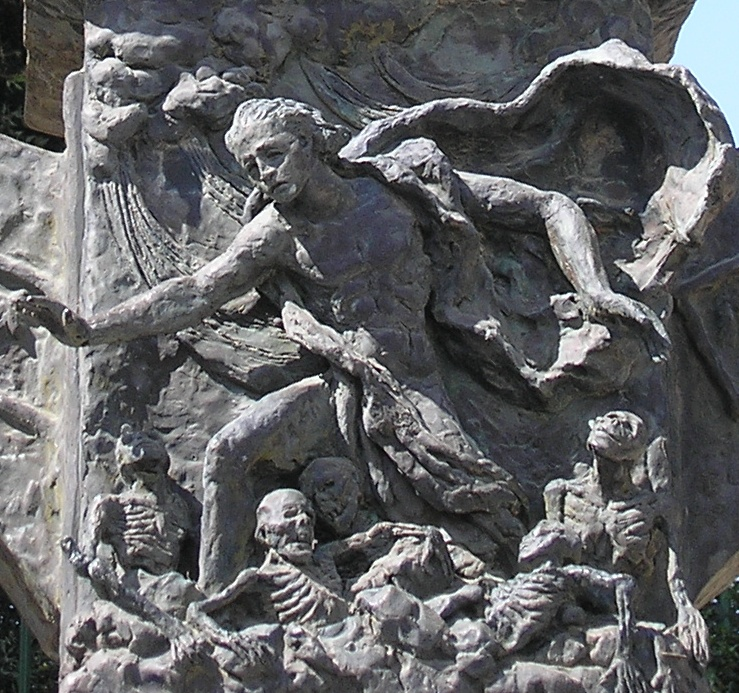
La visione di Ezechiele sulle ossa risorte di Israele (bassorilievo al Knesset)

L'evento storico chiamato Dieci Martiri (ebraico: עשרת הרוגי מלכות, Aseret Harugei Malchut) si riferisce, nella storia degli ebrei, al gruppo dei dieci rabbini che vivevano durante l'era della Mishnah, tra cui il molto noto Rabbi Aqiva, e che furono martirizzati dai romani nel periodo della distruzione del Secondo Tempio. Sebbene tutti e dieci non avrebbero potuto essere uccisi allo stesso tempo (dato che due dei rabbini elencati erano vissuti ben prima degli altri otto) sono elencati insieme, in un poema drammatico noto come Eleh Ezkerah, recitato in due importanti festività ebraiche, per suscitare il giusto spirito del giorno celebrato, momento di riflessione e speranza di redenzione a fronte di attacchi alla fede ebraica.
Il termine "martirologia" viene inoltre usato per la storia delle morti  (martirio) di numerosi altri rabbini (incluso il già citato Rabbi Akiva) da parte dei romani; la storia è letta sia durante lo Yom Kippur che a Tisha b'Av. Le morti furono atroci e cruente, con alcuni dei martiri avvolti nei rotoli della Torah e poi bruciati vivi, come torce umane. Tali rabbini sono vissuti in un periodo di diverse centinaia di anni, e le loro storie sono presentate come una trama dei romani per indebolire gli ebrei distruggendone la leadership ebraica.
Il martirologio ebraico si concentra inizialmente e simbologicamente sui martiri ebrei di età ellenistica, conoscendo poi picchi in diversi periodi (70, 135, 1096, 1349, 1492, 1648) e il suo culmine nel XX secolo (1933-45) con la Shoah. 

## Storia
Nella storia, l'imperatore romano Adriano decide di martirizzare 10 rabbini, come 'punizione' per i 10 fratelli elencati nella Torah che vendettero il fratello minore Giuseppe in Egitto (Genesi 37). L'imperatore si giustifica dicendo che la pena contemplata dagli ebrei stessi per questa azione, è la morte (secondo la Legge ebraica, uno che rapisce un suo compagno ebreo e lo vende in schiavitù è punito con la morte. Ciò, tuttavia, non consente di punire i discendenti al posto dei loro avi colpevoli), e sebbene questo reato abbia avuto luogo quasi duemila anni prima, i dieci rabbini uccisi secondo Adriano sono "proprio le persone adatte" a rettificare questo crimine.
Secondo il poema, i primi due da giustiziare furono Rabban Shimon ben Gamliel e il rabbino Ismaele, che era il Kohen Gadol (Sommo Sacerdote). Shimon ben Gamliel fu decapitato, e, mentre il rabbino Yishmael piangeva, la figlia del governatore romano ambiva Rabbi Ismaele per la sua bellezza fisica. Quando le fu detto che doveva essere giustiziato anche lui, chiese che la pelle del suo capo venisse scorticata mentre era in vita, in modo che potesse impagliarla e guardarlo in viso.
Il martire più conosciuto è Rabbi Akiva, che fu torturato con pettini di ferro sulla pelle. Nonostante il dolore lo consumasse, fu ancora in grado di proclamare la Divina Provvidenza nel mondo recitando lo Shemà, gridandone la finale Echad ("Uno").
Un altro saggio martirizzato fu Rabbi Haninah ben Teradion, che fu avvolto in un rotolo della Torah e bruciato vivo. Gli fu imbottito il petto di lana umida per assicurare che non morisse presto. Mentre veniva arso, disse ai suoi studenti che riusciva a vedere le lettere della Sacra Torah "volare in alto" verso il cielo.
Gli altri citati nel poema sono Rabbi Hutzpit l'Interprete (così chiamato perché interpretava i discorsi del Rosh Yeshiva - il capo della Yeshivah - per il popolo ebraico che non riusciva a seguirne tutte le parole); Rabbi Eleazar ben Shammua; Rabbi Hanina ben Hakinai; Rabbi Jeshbab lo Scriba; Rabbi Judah ben Dama; e Rabbi Judah ben Baba.

## Parte della liturgia di Yom Kippur
Questo poema è meglio conosciuto come parte del recital musaf di Yom Kippur nel rituale aschenazita. È stato inserito in questi servizi liturgici per ricordare quale grave impatto la perdita di tante colonne dell'Ebraismo abbia potuto avere sul popolo ebraico. Come tale, è diventato uno dei "punti salienti" della festività, come momento di riflessione per la congregazione sulla propria vita e sui sacrifici che sono stati fatti per il loro bene. Una poesia simile, intitolata Arzei haLevanon, è recitata come uno dei Kinot durante Tisha b'Av. 
I kinnot (in ebraico קינות‎?; anche kinnos, kinoth, qinot, qinoth; singolare: kinah o qinah) sono canti funebri (poemi tristi) o elegie tradizionalmente recitate dagli ebrei durante il Tisha b'Av per rimpiangere la distruzione del Secondo Tempio di Gerusalemme e altre tragedie della storia ebraica, tra cui le Crociate e l'Olocausto. I Kinnot sono recitati nella notte di Tisha b'Av dopo la lettura del Libro delle Lamentazioni, anch'esso chiamato Kinnot durante l'era talmudica (cfr. per es. Bava Batra 14b), prima che assumesse il nome più noto Eikhah (in ebraico אֵיכָה‎?, ʾēkhā(h)). Il termine viene anche usato per il canto funebre o lamentazione, specialmente "cantato" dalle donne ebree in lutto.

## In tempi moderni
In epoca contemporanea, la morale di questo poema ha assunto un nuovo significato con la morte di milioni di ebrei durante l'Olocausto. Molti ebrei seguirono l'esempio di Rabbi Akiva, recitando lo Shema mentre venivano condotti alle camere a gas. Nel 1972 una connessione liturgica fu esplicitata nella Mahzor per Rosh Hashanah e Yom Kippur, un progetto dell'Assemblea Rabbinica, che è l'associazione rabbinica primaria dell'Ebraismo conservatore. In una laboriosa rifinitura del testo tradizionale, il martirologio è stato intessuto a materiale di Haim Nachman Bialik, Hillel Bavli, e di altre fonti, che collegano le persecuzioni romane a persecuzioni successive, come quelle degli zar russi e del nazismo. Il martirologio culmina con una versione speciale del Kaddish funebre che nomina i siti di persecuzione e quelli di eccellenza ebraica.

## Qiddush haShem
Qiddush haShem (ebraico קידוש השם: "santificazione del nome") è un precetto dell'Ebraismo. Include la santificazione del nome di Dio da parte di coloro che si rendono santi.

## Bibbia ebraica
La frase "santificazione del Nome" non si verifica nella Bibbia ebraica,, ma l'istruzione di "santificare il Suo Nome" e viceversa di "Non profanare il Suo Nome" (Levitico 22:32) è espresso frequentemente (cfr Chillul haShem). Qualsiasi azione dell'ebreo che faccia onore a Dio, Gli sia di rispetto e di gloria, è considerata santificazione del suo Nome; mentre qualsiasi comportamento o azione che disonori, danneggi o insulti il Nome di Dio e la sua Torah, sono considerati un Chillul haShem (profanazione del Nome).

### Qedoshim
Il martirio durante la persecuzione di Adriano viene chiamato "santificazione del Nome" in Bavli Berachot 20a e Midrash Tehillim. L'atto ultimo di santificazione del Nome avviene quando l'ebreo è pronto a sacrificare la vita piuttosto che trasgredire una qualsiasi delle tre leggi cardinali di Dio, che proibiscono l'adorazione degli idoli (Avodah Zarah, culto straniero,), commettere certi atti sessuali (come l'incesto o l'adulterio), o commettere un omicidio.
Gli ebrei che furono uccisi o esiliati da Spagna e Portogallo dall'Inquisizione spagnola o portoghese perché non rinunciavano alla loro religione, sono chiamati santi, perché hanno realizzato il comandamento di non passare all'idolatria e hanno così santificato il nome di Dio.
Un altro modo per essere considerato qedoshim è di essere ucciso perché ebreo, anche se non obbligati a convertirsi o comunque dissociarsi dalla fede ebraica: gli ebrei assassinati durante l'Olocausto perché erano ebrei sono considerati qedoshim.